# Спиш

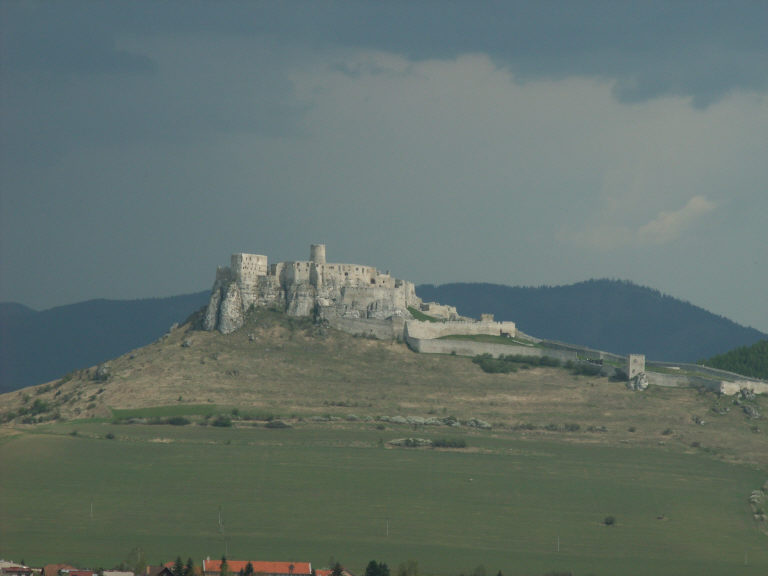
Спишский Град.

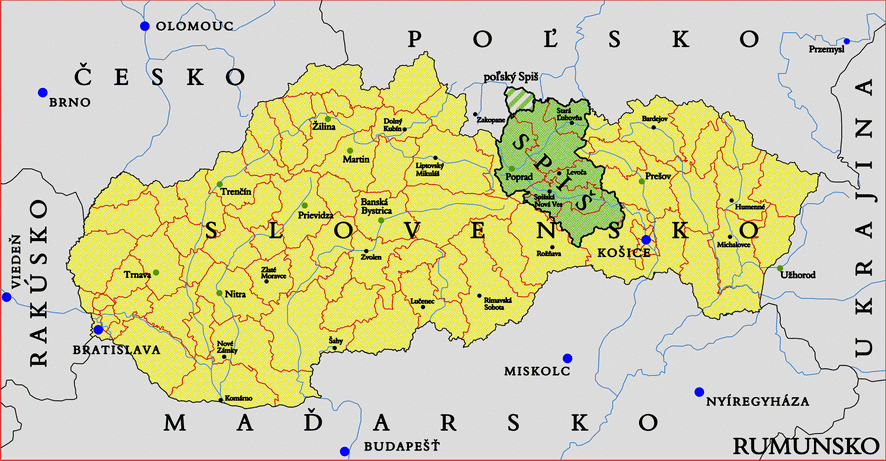
Географическое положение Спиша (Ципса).

Спиш (словац. Spiš, нем. Zips, венг. Szepes, пол. Spisz) — историческая область современных Словакии и частично Польши.
Спиш (или Ципс) располагается на территории современных районов Спишска Нова Вес, Стара Любовня, Попрад, Кежмарок, Левоча, Гелница, Татры, Новы-Тарг.

## География
Долины рек Попрад, Горнад и Высокие Татры.

## Центр
В XII веке столицей Спишского комитата стал Спишский Град, с XVI века — Левоча. В настоящее время самым большим городом Спиша (или Ципса) является Попрад.

## История
В Спише (Ципсе) издавна сошлись три этноса: словацкий, венгерский и германский (саксонский). Несколько спишских (сепешских) городов были населены выходцами из германских земель — Саксонии. В XIII веке, в Германо-римской империи, ополчение города Левоча (Лёче), во главе с бургомистром Иовом Петерсоном, сражалось в гражданской войне за короля Карла-Роберта против Матуша Чака.
В 1412 году 16 саксонских коронных городов Спиша Венгерское королевство передало Польскому королевству в качестве залога (в качестве обеспечения кредита) за крупный денежный кредит на войну против Венеции. В 1489 году венгерский король Матвей Корвин выразил готовность выплатить сумму залога, однако польская шляхта отказалась её принять, и в связи с невозвратом кредита, эти земли на три с лишним века вошли в состав Польского королевства, а в связи с не желанием поляков их возвращать под всевозможными причинам, они были возвращены лишь в результате первого раздела Польши.
На начало XX столетия Ципс или Спиш (Szepes), комитат (Ципсский комитат (вернее Спишский комитат) в Австро-Венгерской империи, справа от реки Тиссы, общей площадью в 3 668 (3 605) квадратных километров. 
На 1890 год, в Спишском комитате проживало 163 291 жителей, обоего полу, и большинство из них составляли словаки, за ними шли немцы и евреи (вместе 44 958 человек), потом русины (17 518 человек) и мадьяры (5 000 человек).
На 1909 год в нём проживало около 172 000 жителей обоего полу, венгерский комитат был горист (Татры). Главный город комитата Ципс или Спиш — Лейтчау.
Спиш или Ципс являлся и является одной из спорных территорий польско-чехословацких пограничных конфликтов, происходивших после окончания Первой империалистической войны, и образования обеих стран в 1918 году, в связи с неурегулированностью вопроса о некоторых границах в Центральной Европе, во время Версальского договора.
Словаки, проживавшие в Спишском (или Ципском) комитате, звались чотаками, из-за произношения частицы со (цо = что) как чо, или магуранами, от погорья Магуры.